# Tytroca
Tytroca là một chi bướm đêm thuộc họ Erebidae.

## Các loài
- Tytroca alabuensis Wiltshire, 1970
- Tytroca dispar (Püngeler, 1904)
- Tytroca fasciolata Warren và Rothschild, 1905
- Tytroca leucoptera (Hampson, 1896)
- Tytroca metaxantha (Hampson, 1902)